# InMe
InMe é uma banda de rock alternativo formada em 1996 em Brentwood, Essex.

## Formação
O grupo formado originalmente como "Drowned" em 1996. Os membros da banda naquele tempo eram Dave McPherson como guitarrista / vocalista, baixista Joe Morgan como backing vocal e / Simon Taylor como baterista. Eles tocaram em vários locais de interesse turístico, recebendo suas primeiras entrevistas e airplay em Brentwood baseado em estação de Phoenix FM . A banda teve sua grande oportunidade quando um olheiro do NMF capturado no final de um dos seus jogos, enquanto assistia a um show para ver outra banda. Eles assinaram com NMF em 2001 e mudou seu nome para "InMe" para evitar confusão com o Drowned, uma banda de rock americana de mesmo nome.

## Membros
- Dave McPherson - guitarra e vocal
- Greg McPherson - baixo
- Simon Taylor - bateria

Ben Konstantinović e InMe amigavelmente se separaram durante o período em turnê do álbum e foi substituído por Gary Marlow (formerly of Dry Rise) em fevereiro de 2010.

## Discografia
- 2003: Overgrown Eden
- 2005: White Butterfly
- 2007: Daydream Anonymous
- 2009: Herald Moth
- 2010: Phoenix: The Best of InMe
- 2012: The Pride

## Outros Álbuns
- 2006: Caught: White Butterfly
- 2008: InMe iTunes Live: London Festival EP

### Singles
| Year | Song                              | UK | UK Download | UK Rock | Album              |
| ---- | --------------------------------- | -- | ----------- | ------- | ------------------ |
| 2002 | "Underdose"                       | 66 | -           | 22      | Overgrown Eden     |
| 2002 | "Firefly"                         | 43 | -           | 9       | Overgrown Eden     |
| 2003 | "Crushed Like Fruit"              | 25 | -           | 3       | Overgrown Eden     |
| 2003 | "Neptune"                         | 46 | -           | 9       | Overgrown Eden     |
| 2004 | "Faster the Chase"                | 31 | -           | 8       | White Butterfly    |
| 2004 | "Otherside"                       | -  | 29          | -       | White Butterfly    |
| 2005 | "7 Weeks"                         | 36 | 36          | 10      | White Butterfly    |
| 2005 | "So You Know"                     | 33 | 32          | 17      | White Butterfly    |
| 2005 | "Safe in a Room/White Butterfly"  | -  | 36          | 38      | White Butterfly    |
| 2007 | "I Won't Let Go"                  | 77 | -           | 2       | Daydream Anonymous |
| 2009 | "Single Of The Weak"              | -  | -           | -       | Herald Moth        |
| 2010 | "All Terrain Vehicle/Nova Armada" | -  | -           | -       | Herald Moth        |